# Novinarska tehnologija
Novinarska tehnologija u novinarskom uredništvu obuhvaća skup pravila i uređivačkih postupaka u obradi informacija prije njihova konačna objavljivanja u medijima. U završnom novinarskom proizvodu sudjeluju osobe mnogih zanimanja, a ne samo novinari.